# Bismarckbergen

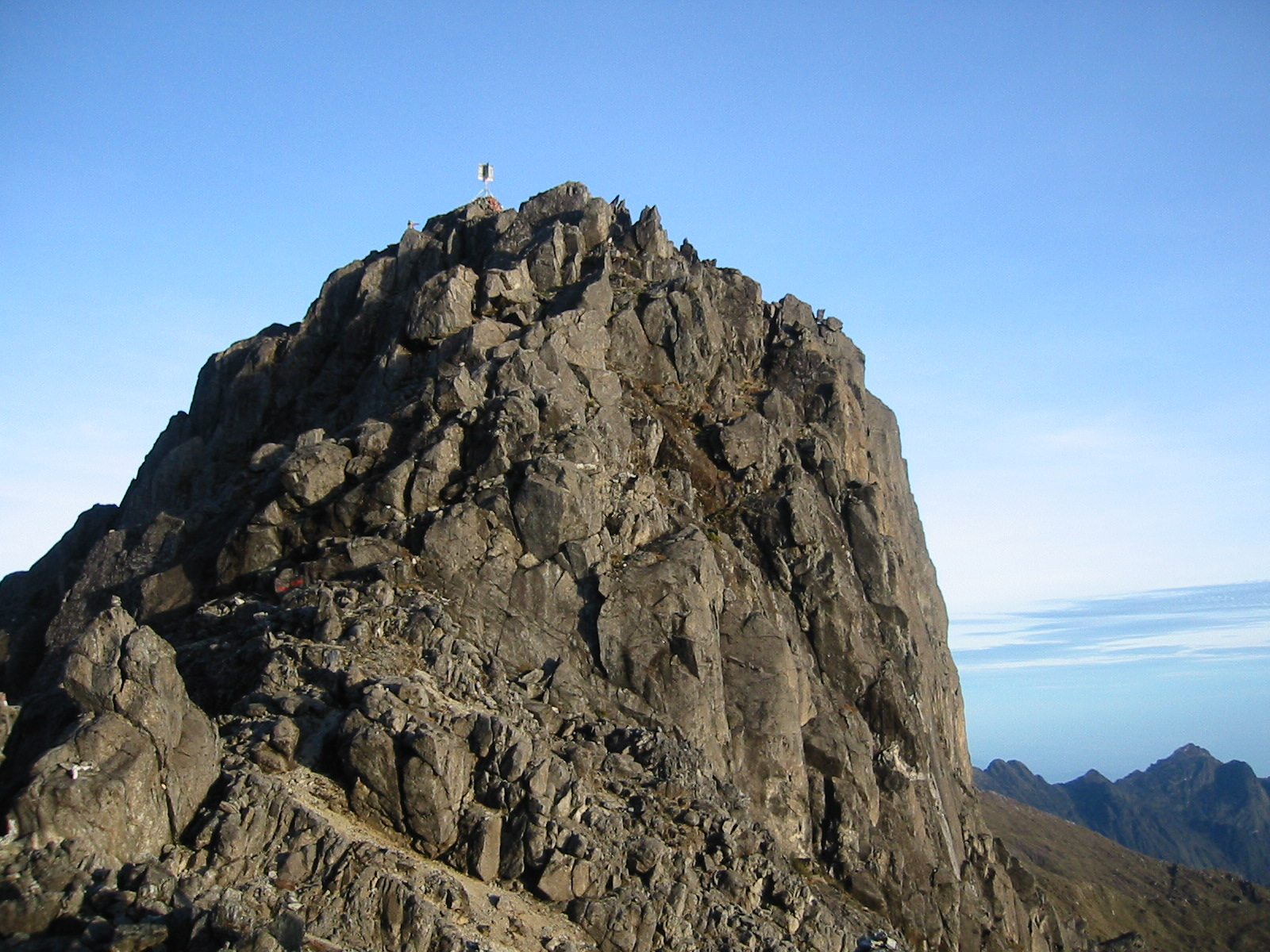
Mount Wilhelm, bergens högsta topp.

Bismarckbergen är en bergskedja på östra delen av Nya Guinea.
Högsta toppen är Mount Wilhelm, 4 509 meter över havet. Floden Ramu rinner upp i bergen.